# Bedtime Bedlam
Pica-Pau Ama-Seca (no original: Bedtime Bedlam) é o 63º curta-metragem da série Pica-Pau, produzido em 1955.

## História
Pica-Pau trabalha como ama-seca na Agência de Bebês "Sossego", quando recebe uma ligação da Sra. Granaviva (no original, Sra. Moneybags), que pede ao pássaro para que cuide de um bebê, e em troca, receberia 500 cruzeiros. Pica-Pau chega apressado, e, pensando que era o bebê, segura o Sr. Granaviva. Percebendo o engano, a Sra. Granaviva diz que o bebê estava no outro lado em seu berço.
Quando o Pica-Pau assiste a um filme de faroeste, o bebê começa a chorar e o pássaro tenta acalmá-lo com a mamadeira. O pássaro fica espantado ao descobrir que o bebê, na verdade, era um gorila e tenta fugir, mas ainda pensa nos 500 cruzeiros que a Sra. Granaviva iria pagar a ele. Sua experiência como ama-seca do bebê-gorila foi praticamente infrutífera: tentou fazer o animal arrotar, trocou a fralda e brincou, mas não conseguiu. A última tentativa foi fazer o gorila dormir, soltando uma pedra em cima dele.
Quando vai novamente assistir, o Pica-Pau vê um jornalista interromper o filme para noticiar a viagem do Sr. e da Sra. Granaviva para uma jornada de 20 anos na selva africana, e o pássaro, enquanto bebe um refrigerante, fica revoltado ao saber que não receberia os 500 cruzeiros. Em seguida, atira contra a televisão, derrubando o avião em que o casal viajava. Ao ver o gorila dormir, bate contra uma panela e faz o animal chorar. O Pica-Pau dá sua risada de sorte e dá cambalhotas pela casa, encerrando o episódio.

## Personagens
- Pica-Pau
- Sr. e Sra. Granaviva
- Bebê-Gorila
- Jornalista